# Memoriał Eugeniusza Nazimka 1993
Memoriał im. Eugeniusza Nazimka 1993 – 11. edycja turnieju w celu uczczenia pamięci polskiego żużlowca Eugeniusza Nazimka, który odbył się dnia 27 czerwca 1993 roku. Turniej wygrał Jan Krzystyniak.

## Wyniki
- Stadion Stali Rzeszów, 27 czerwca 1993
- NCD: Jan Krzystyniak - 70,91 w wyścigu 5
- Sędzia: Maciej Spychała

| Msc. | Zawodnik                  | Klub    | Pkt  |             |  |
| ---- | ------------------------- | ------- | ---- | ----------- |  |
| 1    | (5) Jan Krzystyniak       | Rzeszów | 14   | (3,3,3,2,3) |  |
| 2    | (7) Jacek Rempała         | Tarnów  | 12+3 | (1,3,3,3,2) |  |
| 3    | (4) Jerzy Mordel          | Lublin  | 12+2 | (3,2,2,3,2) |  |
| 5    | (10) Georgi Petranow      | Rzeszów | 12+u | (3,3,d,3,3) |  |
| 6    | (1) Janusz Stachyra       | Rzeszów | 11   | (2,2,3,2,2) |  |
| 7    | (2) Adam Pawliczek        | Rybnik  | 9    | (0,2,2,2,3) |  |
| 8    | (14) Henryk Bem           | Rybnik  | 7    | (3,0,3,w,1) |  |
| 9    | (16) Jerzy Głogowski      | Lublin  | 7    | (1,3,2,1,w) |  |
| 10   | (9) Sławomir Sitek        | Rzeszów | 7    | (1,1,2,2,1) |  |
| 11   | (12) Maciej Kuciapa       | Rzeszów | 6    | (2,1,0,1,2) |  |
| 12   | (15) Grzegorz Rempała     | Tarnów  | 6    | (2,2,1,1,d) |  |
| 13   | (8) Piotr Winiarz         | Rzeszów | 5    | (2,u,1,1,1) |  |
| 14   | (3) Mirosław Cierniak     | Tarnów  | 4    | (1,0,0,3,d) |  |
| 15   | (11) Romuald Janusz       | Rzeszów | 2    | (0,1,1,0,d) |  |
| 16   | (6) Mirosław Daniszewski  | Rzeszów | 1    | (0,1,0,d)   |  |
|      | rez. Rafał Trojanowski    | Rzeszów |      | (t)         |  |
|      | rez. Grzegorz Ostachowicz | Rzeszów |      | (ns)        |  |

Bieg po biegu
1. [71,03] Mordel, Stachyra, Cierniak, Pawliczek
2. [71,47] Krzystyniak, Winiarz, J.Rempała, Daniszewski
3. [71,53] Petranow, Kuciapa, Sitek, Janusz
4. [71,82] Bem, G.Rempała, Głogowski
5. [70,91] Krzystyniak, Stachyra, Sitek
6. [71,54] Petranow, Pawliczek, Daniszewski, Bem
7. [72,05] J.Rempała, G.Rempała, Janusz, Cierniak
8. [72,18] Głogowski, Mordel, Kuciapa, Winiarz
9. [72,28] Stachyra, Głogowski, Janusz, Daniszewski
10. [71,93] Krzystyniak, Pawliczek, Rempała, Kuciapa
11. [73,07] Bem, Sitek, Winiarz, Cierniak
12. [72,65] J.Rempała, Mordel, Petranow
13. [71,98] J.Rempała, Stachyra, Kuciapa, Bem
14. [73,20] ?, Pawliczek, Winiarz, Janusz
15. [72,90] Cierniak, Petranow, Krzystyniak, Głogowski
16. [72,79] Mordel, Sitek, G.Rempała, Daniszewski
17. [72,51] Petranow, Stachyra, Kuciapa, G.Rempała
18. [73,21] Pawliczek, J.Rempała, Winiarz, Janusz
19. [73,36] ?, Kuciapa, Trojanowski, Cierniak Trojanowski za Daniszewskiego
20. [73,34] Krzystyniak, Mordel, Bem, Janusz
21. Wyścig dodatkowy: [73,48] J.Rempała, Mordel, ?, Petranow